# Synagrops serratospinosus
Synagrops serratospinosus è un pesce osseo marino appartenente alla famiglia Acropomatidae.